# Lotus Software
Pour les articles homonymes, voir Lotus.
Lotus Software (anciennement Lotus Development Corporation avant son acquisition par IBM) est un éditeur de logiciel américain dont le siège social se situe à Cambridge dans le Massachusetts.
Lotus est initialement connu pour ses logiciels de bureautique comme le Lotus 1-2-3, tableur populaire lors de l'essor de la micro-informatique.

## Histoire
L'entreprise a été fondée en 1982 par Mitch Kapor et Jonathan Sachs. En janvier, elle organise sa conférence annuelle à Lotusphere à Walt Disney World Swan.

En 1995, IBM rachète les solutions de Groupware Lotus Notes-Domino pour 3,5 milliards de dollars.
Le rapport IDC 2010 positionnait IBM en seconde position du marché des solutions de collaboration intégrée, avec un chiffre d'affaires de $948 millions représentant 31 % du marché .
En 2012, IBM revendiquait 145 millions d'utilisateurs à travers le monde de plus de 10 millions d'applications construites par 280 000 développeurs identifiés sur DeveloperWorks, dont 64000 enregistrés sur sa communauté open source openNTF.

## Logiciels

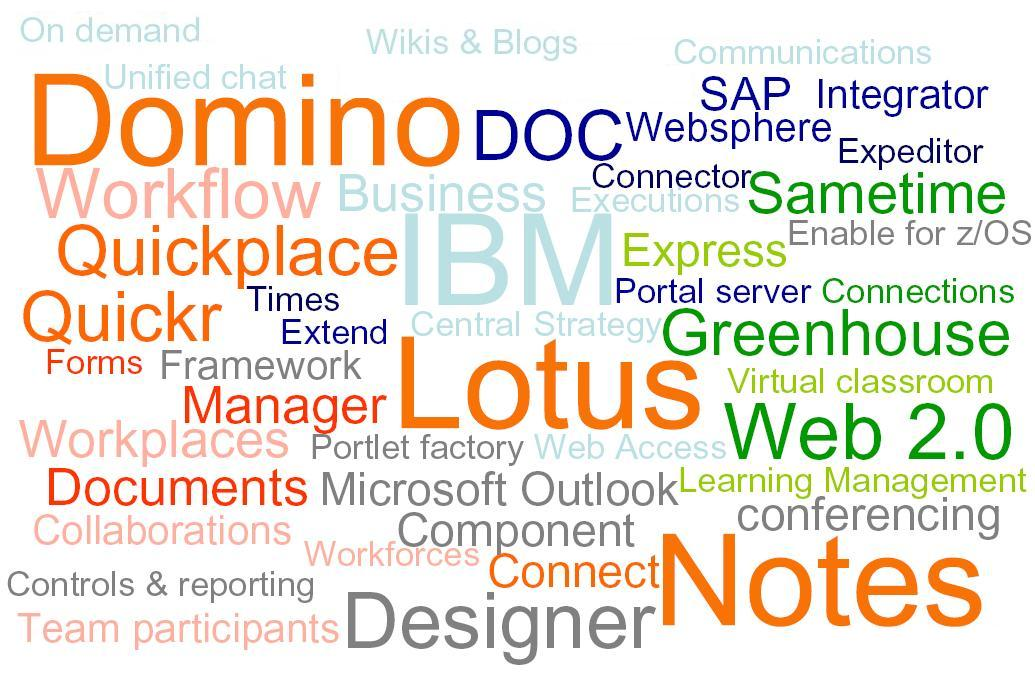
Terminologie IBM Lotus software

- Manuscript, logiciel de traitement de texte publié en 1986
- Client Lotus Notes / Serveur Lotus Domino
- Lotus Sametime - Messagerie instantanée d'entreprise et outil de visioconférence
- WebSphere Portal
- Lotus QuickR - Logiciel de travail collaboratif édité par IBM
- Lotus Connections - Logiciel de réseau social d'IBM
- Lotus Symphony - La suite bureautique professionnelle gratuite d'IBM
- Les suites bureautiques Lotus 1-2-3 sur PC et Lotus Jazz sur Macintosh
- LotusLive - l'offre Logiciel en tant que service (SaaS) d'IBM
- Ami Pro - logiciel de traitement de texte créé par Samna racheté en 1990 et maintenu jusqu'à la version 3.1 avant de devenir Lotus Word Pro